# أحمد شيدي
أحمد شيدي أو أحمد شيده سياسي صومالي وهو عضو في البرلمان الإقليمي الصومالي وعضو في الحزب الحاكم حزب الشعب الصومالي الإثيوبي الديمقراطي. وهو أيضا وزير المالية في الحكومة الإثيوبية حاليا. تولى منصبه في 16 أكتوبر 2018. 